# Kathleen Ryan
Pour les articles homonymes, voir Ryan.
Kathleen Ryan (8 septembre 1922 - 11 décembre 1985) était une actrice irlandaise.
Née à Dublin, en Irlande de parents originaires de Tipperary, elle est apparue dans des films britanniques et américains entre 1947 et 1957.

## Biographie
Kathleen Ryan était l'un des huit enfants de Séamus Ryan (en), un membre du Seanad Eireann, et de sa femme Agnès (née Harding) qui étaient militants républicains pendant la guerre d'indépendance irlandaise.
Un de ses frères était John Ryan (en), un artiste bien connu, et homme de lettres dans le Dublin des années 1940 et 1950. Il fut l'ami d'un certain nombre d'écrivains de l'après-guerre, tels que Patrick Kavanagh. 
En 1944, Kathleen épouse le Dr Dermod Devane de Limerick dont elle eut trois enfants ; le mariage est annulé en 1958 — le divorce étant à l’époque illégal en Irlande. 
Connue comme l'une des grandes beautés de l'Irlande de son temps, elle a fait l'objet d'un des portraits les plus frappants de Louis le Brocquy : Girl in White (La Fille en blanc), qu'il peint en 1941 et qui est actuellement dans la collection du musée d'Ulster, à Belfast. 
Elle mourut à Dublin, à l'âge de 63 ans, d'une maladie pulmonaire.

## Filmographie
- 1947 : Huit Heures de sursis (Odd Man Out) de Carol Reed
- 1947 : Captain Boycott
- 1948 : Esther Waters
- 1949 : Donnez-nous aujourd'hui
- 1949 : Christophe Colomb
- 1950 : Prelude to Fame
- 1950 : Fureur sur la ville (The Sound of Fury) de Cy Endfield
- 1953 : The Yellow Balloon
- 1953 : Laxdale Hall
- 1955 : Capitaine Mystère
- 1956 : Jacqueline
- 1957 : El Aventurero (Sail into Danger)